# Svobodna država Kongo
Svobodna država Kongo je bila zasebna kolonija, tako rekoč posestvo belgijskega kralja Leopolda II. na območju današnje države Demokratične republike Kongo, ki je obstajala od leta 1885 do 1908. Nadziral ga je s pomočjo lažne nevladne organizacije, imenovane Mednarodno združenje za Afriko (francosko Association internationale africaine), ustanovljene leta 1876 na predlog Leopolda II. 
Namen države je bil dvig življenjskega standarda prebivalcev in razvoj okolja, čeprav je bil resnični namen izkoriščanje kolonije za kavčuk, baker in druge surovine. Država je postopoma postala zloglasna zaradi brutalnega ravnanja in izkoriščanja tamkajšnega prebivalstva ter naravnih bogastev, kar je privedlo do ukinitve Svobodne države Kongo in predaje ozemlja državi, pri čemer so jo preimenovali v Belgijski Kongo.
Pod upravo Leopolda II. je Svobodna država Kongo postala eden od najhujših mednarodnih škandalov v zgodnjem 20. stoletju. Množično umiranje in zločini so spodbudili nastanek mnogih književnih del, kot je Heart Of Darkness britanskega pisatelja Josepha Conrada. V splošem je ocenjeno, da je v času obstoja države zaradi prisilnega dela, pobijanja in nevzdržnih razmer umrlo od 5 do 10 milijonov ljudi.
Leta 1960 se je Belgijski Kongo osamosvojil in postal Svobodna država Kongo. Leta 1971 se je država preimenovala v Zair, leta 1997 pa v Demokratično republiko Kongo.

## Filmografija
- White King, Red Rubber, Black Death
- Bitter sweet